# 후량 (남조)

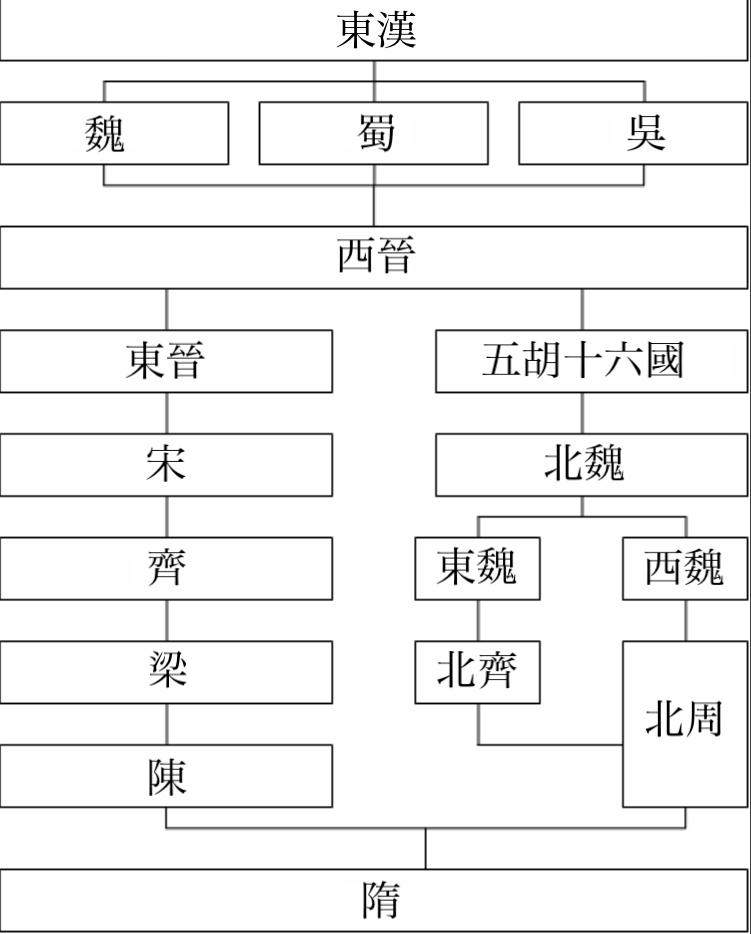
위진 남북조 왕조들의 계통도

후량(後梁, 555년 ~ 587년)은 중국 남북조 시대 서위에 의해 강릉 일대에 세워진 국가이다. 후대 주전충이 세운 후량과 구별하기 위해서, 서량(西梁)으로 불리기도 한다. 정통 왕조로 인정되지 않는다.

## 역사
양나라의 황족인 소찰은 후경의 난 직후, 각지의 황족들이 서로 대립하던 중에 소역과 대립하였고, 살아남기 위해 서위에게 원군을 요청해 보호를 받는다는 미명하에 실질적인 지배하에 들어갔다. 그 후 소역은 북제와 긴밀한 관계가 되었기 때문에 서위는 이에 대항하고, 강남에 대한 영향력을 확보하기 위해 550년 소찰을 양왕으로 삼았다. 이후 즉위하여 원제(元帝)가 된 소역과 서위는 대립끝에 554년 서위의 군대가 강릉에 있던 원제의 정권을 공격해 멸망시키고, 소찰을 양나라의 황제에 즉위시켰다. 이것이 후량의 탄생이었다.
그러나 후량이 지배한 영역은 강릉 주변의 일부 지역 뿐이었기에 실제론 서위의 제후 정권의 성격이 강했다. 한편 북제는 스스로 지배하에 들어온 소연명을 돌려보내 양나라를 계승시키고, 이를 실효있게 지배했다. 소연명은 이후 경제(敬帝)로 즉위했다.
그 후 경제는 진의 무제(武帝)가 되는 진패선에 의해 퇴위당하고 양나라는 멸망한다. 한편 후량은 서위를 대신한 북주, 그리고 이를 대신한 수나라 때까지 명맥을 유지했다. 그 이유 중 하나가 서위나 북주에 있어서 진나라가 양나라로부터 제위를 찬탈한 정권이기에 자신의 휘하에 있는 후량이야말로 정통이 있다고 주장할 수 있는 것과 이것으로 강남에 대한 세력을 넓히는 것을 시도할 때 정당화할 수 있는 이유로써 꼽을 수 있었다.
또한 후량은 양나라의 성숙된 문화를 이어받았고 그 아래에서 높은 문화를 꽃피어 후세에 그 문화를 전하는 역할을 톡톡히 해내었다고 한다.
남북조 통일 직전인 587년 수 문제에 의해 후량은 없어졌다. 남조 진나라의 멸망 후 589년 진나라의 동(東)양주자사 소암(蕭巖)과 오주자사 소환(蕭瓛)이 주인을 자처하며 수나라에 반항했는데, 소엄은 소찰의 5남이었고, 소헌은 명제(明帝) 소규의 3남이었다.

## 역대 황제
| 대수  | 묘호                              | 시호                             | 성명       | 연호                     | 재위기간      | 능호           |
| ----- | --------------------------------- | -------------------------------- | ---------- | ------------------------ | ------------- | -------------- |
| -     | 양 고종 (梁高宗) (후량 선제 추숭) | 소명황제 (昭明皇帝)              | 소통(蕭統) | -                        | -             | 안녕릉(安寧陵) |
| 제1대 | 양 중종 (梁中宗)                  | 선황제 (宣皇帝)                  | 소찰(蕭詧) | 대정(大定) 555년 ~ 562년 | 555년 ~ 562년 | 평릉(平陵)     |
| 제2대 | 양 세종 (梁世宗)                  | 효명황제 (孝明皇帝)              | 소규(蕭巋) | 천보(天保) 562년 ~ 585년 | 562년 ~ 585년 | 현릉(顯陵)     |
| 제3대 | 양 공종 (梁恭宗)                  | 효정황제 (孝靖皇帝) (후주<後主>) | 소종(蕭琮) | 광운(廣運) 586년 ~ 587년 | 585년 ~ 587년 | -              |

## 참고 문헌
- (명) 요사린(姚士粦, 1559년 ~ 1644년), 《후량춘추(後梁春秋)》[2]